# Hypolimnas deceptor
Hypolimnas deceptor är en fjärilsart som beskrevs av Henry Trimen 1873. Hypolimnas deceptor ingår i släktet Hypolimnas och familjen praktfjärilar. Inga underarter finns listade i Catalogue of Life.